# Erateina capua
Erateina capua là một loài bướm đêm trong họ Geometridae.